# SEYCHELLES
SEYCHELLES（セイシェルズ）は、日本のギタリストである高中正義が1976年7月1日にKitty Recordsよりリリースした初となるオリジナル・アルバムであり、ソロデビューアルバムである 。LPとカセットテープでリリースされ、1984年にはCDとして再発売された。

## 解説
高中自身にとって初めてのソロアルバムであり、サディスティックス在籍中にリリースした。
アルバムタイトルはセーシェル諸島に由来するが、高中はセーシェル諸島を訪れたことはないという。
このアルバムに収録された幾つかの楽曲は、サディスティックスのライブでも披露されたことがあり、そのうち「憧れのセーシェル諸島」は「あこがれのセイシェル」と題してライブ・アルバム『Live Show』に収録されている。

## 評価
ジャパンタイムズは、「高中のデビューアルバムである"SEYCHELLES"は、日本のロック・フュージョン界における先駆け的な作品である。収録されている楽曲は、少しトロピカルな雰囲気を持つメロディアスなギターソロが特徴だ。」と評価した。

## 収録楽曲
| 全作曲: 高中正義。 |                          |          |            |      |
| #                  | タイトル                 | 作詞     | 作曲・編曲 | 時間 |
| 1.                 | 「Oh! Tengo Suerte」     | 高橋幸宏 | 高中正義   | 4:12 |
| 2.                 | 「トーキョー・レギー」   | 高橋幸宏 | 高中正義   | 4:20 |
| 3.                 | 「蜃気楼の島へ」         |          | 高中正義   | 3:38 |
| 4.                 | 「憧れのセーシェル諸島」 |          | 高中正義   | 6:08 |

| 全作曲: 高中正義。 |                              |           |            |      |
| #                  | タイトル                     | 作詞      | 作曲・編曲 | 時間 |
| 5.                 | 「Funkee Mah-Chan」          |           | 高中正義   | 5:02 |
| 6.                 | 「サヨナラ...... Fuji さん」 | 高橋幸宏  | 高中正義   | 4:28 |
| 7.                 | 「バードアイランド急行」     |           | 高中正義   | 3:42 |
| 8.                 | 「Tropic Birds」             |           | 高中正義   | 8:50 |
| 合計時間:          | 合計時間:                    | 合計時間: | 40:21      |      |

## 参加ミュージシャン
- 高中正義： composer, arranger, guitar, percussion, lead vocals
- 今井裕： keyboards
- 後藤次利： bass
- 林立夫： drums, percussion
- 浜口茂外也： percussion
- 斉藤ノヴ： percussion
- Jake H. Concepcion： saxophone
- 井上陽水： chorus
- Tan Tan： lead vocals, chorus
- 高橋ユキヒロ： lyrics (tracks 1, 2, 6)

## リリース
| 発売日        | レーベル              | 規格                     | 規格品番       | 注釈          |
| ------------- | --------------------- | ------------------------ | -------------- | ------------- |
| 1976年7月1日  | Kitty Records         | LP                       | MKF 1003       | [ 5 ]         |
| 1976年7月1日  | Kitty Records         | CT                       | CKG 1002       |               |
| 1984年7月1日  | Kitty Records         | CD                       | 3133-13 (35KT) | [ 6 ]         |
| 1990年7月25日 | Kitty Records         | CD                       | KTCR-1011      | [ 7 ]         |
| 1990年9月11日 | Kitty Records         | CD                       | KTCR-1024      |               |
| 1995年5月25日 | Kitty Records         | CD                       | KTCR-1540      | [ 8 ]         |
| 2006年3月1日  | UNIVERSAL MUSIC JAPAN | CD (リマスタリング音源)  | UPCY-9047      | [ 9 ]         |
| 2013年6月23日 | UNIVERSAL MUSIC JAPAN | CD (リマスタリング音源)  | UPCY-6709      | [ 10 ]        |
| 2023年3月23日 | UNIVERSAL MUSIC JAPAN | LP（リマスタリング音源） | PROT7230       | [ 11 ]        |
| 2024年8月7日  | UNIVERSAL MUSIC JAPAN | LP（リマスタリング音源） | UPJY-9433      | [ 12 ] [ 13 ] |